# Van Zuks Dus
Van Zuks Dus was tussen 2004 en 2014 een real-life programma op de Nederlandse regionale televisiezender RTV Noord-Holland. Het programma werkte met de formule van het NCRV-programma Man bijt hond; gewone burgers worden in hun wel en wee geïnterviewd.

## Programma-onderdelen
Het programma kende ook enkele vaste (spel-)onderdelen en items, onder andere de rubrieken:
- De Antiekdokter - Jan Wolter van den Berg, taxateur van Sotheby's, beoordeelde de leeftijd, herkomst en waarde van ter beoordeling aangeboden kunstobjecten.
- De Eurokok - De Amsterdamse Martin Blöte (3 oktober 1946 – 24 december 2016), ook wel bekend als "de vieze kok", kookte voor mensen met een gering budget. Door de conflicten tussen de kok en de cameraman (Erik Dijkstra) was dit een zeer geliefd onderdeel bij de kijkers en dit onderdeel werd vaak besproken – en (deels) uitgezonden – in het VARA-programma De Wereld Draait Door.[2][4]
- Asielig - RTV Noord-Holland besteedde aandacht aan dieren uit een asiel die een nieuw huis nodig hadden.
- ? - Een onbekend persoon stond met een kentekenplaat met de letters "Van Zuks Dus" op een plek in Noord-Holland. Met behulp van herkenningspunten werden de kijkers gevraagd te raden waar deze persoon stond. Onder de winnaars werd een verrekijker verloot.
- Wouw's Weekend Weerbericht - Carl van de Wouw (1958) besprak op vrijdag het weer voor het aanstaande weekend.
- De Wereld van Wesseling - waarin de Amsterdamse Liet Wesseling (1922–2012) tv-programma's beoordeelde.
- Rob Cerneus (1943) - ging langs bij verschillende mensen om daar hun kunst(collectie) te bekijken.

Van Zuks Dus werd van maandag tot en met vrijdag vanaf 17.20 uur uitgezonden.
Het programma werd onder anderen gemaakt door Erik Dijkstra (tot 2010), Roos Abelman, Michel Gijselhart en Ron Flens.